# Heinrich Bär (Politiker)

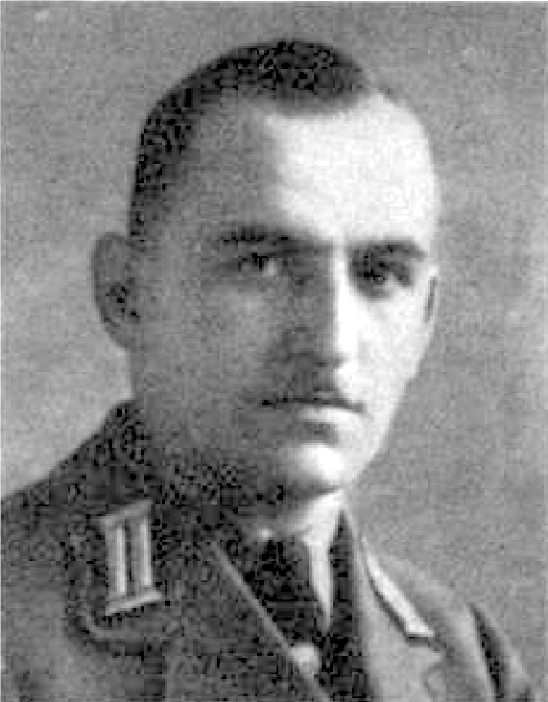
Heinrich Bär

Heinrich Christian Bär (* 31. Januar 1905 in Werdau; † 29. März 1977) war ein deutscher Politiker und Reichstagsabgeordneter der NSDAP.

## Leben
Bär besuchte von 1911 bis 1921 die Bürgerschule und im Anschluss die Progymnasium-Realschule in Werdau. Nach einer zweijährigen Lehre im Baumwollhandel arbeitete er ab 1923 als kaufmännischer Angestellter und Verkäufer in einer Garngroßhandlung. Von 1927 bis 1930 war er für das Unternehmen in den Vereinigten Saaten tätig. Von 1931 bis 1934 war Bär als Abteilungsleiter in einem deutschen Exporthaus beschäftigt.
Politisch orientierte er sich früh stark nach rechts: 1923 trat Bär erstmals der Sturmabteilung (SA) bei. Zum 10. Juni 1925 trat er der in diesem Jahr neu gegründeten NSDAP bei (Mitgliedsnummer 7.278). Während seines Aufenthalts in den USA fungierte er von 1928 bis 1930 als Kassenwart der NSDAP-Ortsgruppe in New York City.
Von 1930 bis 1932 war Bär Adjutant bei der Motor-SA in Plauen. 
Von 1932 bis 1935 leitete Bär die NSDAP-Ortsgruppe in Rothenkirchen. Gleichzeitig fungierte er von 1934 bis 1935 als Kreisabteilungsleiter der NSV in Auerbach.
Im Juni 1935 wechselte Bär in den Dienst der Gauleitung des Gaues Sachsen der NSDAP in Dresden: Dort wurde er Gaupersonalamtsleiter im Range eines Gauhauptamtsleiter. In dieser Stellung war in den folgenden Jahren einer der wichtigsten Mitarbeiter des sächsischen Gauleiters Martin Mutschmann. 
Anlässlich der Reichstagswahl vom 29. März 1936 erhielt Bär ein Mandat für den nationalsozialistischen Reichstag. Er gehörte dem Reichstag anschließend knapp neun Jahre lang, bis zum Ende des NS-Regimes im Frühjahr 1945, als Abgeordneter an.
Im Zweiten Weltkrieg meldete sich Bär am 1. September 1940 freiwillig zur Luftwaffe. Noch 1944 ist er als Leutnant der Reserve nachweisbar.
Über den Verbleib von Heinrich Bär nach Kriegsende liegen keine Informationen vor.